# Franz Maneth
Franz Maneth (8. června 1843 Medlov – 28. října 1888 Litovel) byl rakouský politik německé národnosti z Moravy; poslanec Moravského zemského sněmu.

## Biografie
Jeho otec Franz Maneth starší byl po více než dvacet let starostou Medlova. Zemřel v prosinci 1888, krátce po úmrtí svého syna. Pozdější zemský poslanec Franz Maneth se narodil roku 1843 v Medlově, kde navštěvoval národní školu, potom chodil na hlavní školu v Uničově, na kterou navázal studiem tří ročníků tamní nižší reálné školy. Ve věku patnácti let nastoupil do hospodářství svého otce. Vypomáhal písařskými pracemi obecnímu výboru v Medlově a též na okresním soudu. 31. května 1870 se oženil. Jeho manželkou se stala dcera dědičného rychtáře Marie Aresin. Sám pak, podobně jako jeho otec, působil jako starosta rodného Medlova a byl členem okresní školní rady. Starostou Medlova byl zvolen roku 1876. V této funkci byl činný ještě v polovině 80. let a starostou zůstal až do své smrti. V roce 1880 se stal předsedou představenstva akciového cukrovaru v Uničově. Po několik let zasedal v okresním silničním výboru. Byl předsedou okresního zemědělského a lesnického spolku v Uničově a dalších společenských a hospodářských spolků.
V 70. letech se zapojil do vysoké politiky. V zemských volbách roku 1878 byl zvolen na Moravský zemský sněm, za kurii venkovských obcí, obvod Mohelnice, Zábřeh, Uničov. Mandát zde obhájil v zemských volbách roku 1884. Poslancem byl do své smrti roku 1888. Pak ho nahradil Wilhelm Raschendorfer. V roce 1878 se uváděl coby ústavověrný kandidát (tzv. Ústavní strana, liberálně a centralisticky orientovaná). Patřil ke sněmovnímu Klubu levice. Profiloval se jako zástupce rolnictva a obhájce Němců.
Ještě v září 1888 se účastnil oslav výročí zrušení roboty v Brně. Zemřel v říjnu 1888 v Litovli, kam přicestoval dva týdny před smrtí na zasedání okresní školní rady. Přímo během zasedání ho stihl záchvat mrtvice. Lékaři nedoporučili převoz nemocného, ve vážném a zhoršujícím se stavu pak strávil poslední dny svého života.
Jeho syn podle údajů z roku 1888 navštěvoval olomoucké německé gymnázium. V říjnu 1897 se uvádí, že Franz Maneth, syn bývalého zemského poslance z Medlova, je pohřešován. Ztratil se na cestě z Uničova do Šumperka.